# Tourist Trophy 1952
Il Tourist Trophy corso dall'11 al 13 giugno 1952 sul Circuito del Mountain, è stata la seconda gara del motomondiale 1952, e rappresenta la 34ª edizione del Tourist Trophy.
Le classi in gara furono quattro: 125, 250, 350 e 500 mentre non vi corsero i sidecar.
Nella classe 500 si registrò la vittoria del pilota irlandese Reg Armstrong in sella ad una Norton che ottenne così anche il suo primo successo iridato; nelle altre classi si imposero tutti piloti britannici: la 350 fu appannaggio di Geoff Duke, anch'egli su Norton, nella 250 si impose Fergus Anderson su Moto Guzzi e nella 125, per la quale si trattò della prima gara stagionale, vinse Cecil Sandford su MV Agusta. Per quest'ultima si trattò del primo successo nel motomondiale e interruppe la striscia vincente della FB Mondial che si era imposta in tutte le 6 gare della 125 dall'inizio della storia del mondiale.

## Risultati

### Classe 500 (Senior TT)
72 piloti furono presenti alla partenza, 41 vennero classificati al traguardo.
Tra i ritirati della corsa vi furono Cecil Sandford, Jack Brett e Geoff Duke (che aveva ottenuto la pole position e il giro più veloce).
Primi 10 al traguardo
| Pos. | Pilota            | Moto      | Tempo     | Punti |
| ---- | ----------------- | --------- | --------- | ----- |
| 1    | Reg Armstrong     | Norton    | 2.50.28.4 | 8     |
| 2    | Les Graham        | MV Agusta | 2.50.55.0 | 6     |
| 3    | Ray Amm           | Norton    | 2.51.31.2 | 4     |
| 4    | Rod Coleman       | AJS       | 2.56.39.0 | 3     |
| 5    | Bill Lomas        | AJS       | 2.58.39.0 | 2     |
| 6    | Cromie McCandless | Norton    | 2.58.51.2 | 1     |
| 7    | George Brown      | Norton    | 3.00.35.8 |       |
| 8    | Ken Mudford       | Norton    | 3.00.39.0 |       |
| 9    | Albert Moule      | Norton    | 3.02.41.6 |       |
| 10   | Phil Carter       | Norton    | 3.03.31.8 |       |

### Classe 350 (Junior TT)
51 piloti vennero classificati al traguardo
Tra i ritirati della corsa vi furono Ray Amm, Jack Brett, Leslie Graham, Arthur Wheeler, Ken Kavanagh e Maurice Cann.
Primi 10 al traguardo
| Pos. | Pilota            | Moto      | Tempo     | Punti |
| ---- | ----------------- | --------- | --------- | ----- |
| 1    | Geoff Duke        | Norton    | 2.55.30.6 | 8     |
| 2    | Reg Armstrong     | Norton    | 2.56.57.8 | 6     |
| 3    | Rod Coleman       | AJS       | 2.58.12.4 | 4     |
| 4    | Bill Lomas        | AJS       | 3.00.41.0 | 3     |
| 5    | Syd Lawton        | AJS       | 3.07.05.0 | 2     |
| 6    | George Brown      | AJS       | 3.07.33.4 | 1     |
| 7    | Cromie McCandless | Norton    | 3.08.30.4 |       |
| 8    | Ernie Ring        | AJS       | 3.08.42.8 |       |
| 9    | Cecil Sandford    | Velocette | 3.10.20.2 |       |
| 10   | Phil Carter       | Norton    | 3.12.16.6 |       |

### Classe 250 (Lightweight TT)
22 piloti vennero classificati al termine della gara
Tra i ritirati della corsa vi fu Bill Lomas.
Primi 10 al traguardo
| Pos. | Pilota            | Moto       | Tempo     | Punti |
| ---- | ----------------- | ---------- | --------- | ----- |
| 1    | Fergus Anderson   | Moto Guzzi | 1.48.08.6 | 8     |
| 2    | Enrico Lorenzetti | Moto Guzzi | 1.48.40.8 | 6     |
| 3    | Syd Lawton        | Moto Guzzi | 1.49.43.2 | 4     |
| 4    | Leslie Graham     | Velocette  | 1.50.22.0 | 3     |
| 5    | Maurice Cann      | Moto Guzzi | 1.50.51.6 | 2     |
| 6    | Bruno Ruffo       | Moto Guzzi | 1.51.26.0 | 1     |
| 7    | Ron Mead          | Velocette  | 1.57.48.4 |       |
| 8    | Ray Petty         | Norton     | 1.59.01.0 |       |
| 9    | Arthur Wheeler    | Moto Guzzi | 2.00.00.4 |       |
| 10   | Charlie Salt      | Pike-Rudge | 2.00.38.6 |       |

### Classe 125 (Ultra-Lightweight TT)
12 piloti vennero classificati al termine della gara
Piloti classificati al traguardo
| Pos. | Pilota              | Moto               | Tempo     | Punti |
| ---- | ------------------- | ------------------ | --------- | ----- |
| 1    | Cecil Sandford      | MV Agusta          | 1.29.54.8 | 8     |
| 2    | Carlo Ubbiali       | FB Mondial         | 1.31.35.0 | 6     |
| 3    | Len Parry           | FB Mondial         | 1.34.02.6 | 4     |
| 4    | Cromie McCandless   | FB Mondial         | 1.37.13.4 | 3     |
| 5    | Angelo Copeta       | MV Agusta          | 1.38.33.4 | 2     |
| 6    | Frank Burman        | EMC-Puch           | 1.47.34.0 | 1     |
| 7    | H L Williams        | BSA                | 1.57.02.4 |       |
| 8    | H A Grindley        | DMW -Royal Enfield | 1.57.42.0 |       |
| 9    | M Noel Mavrogordato | EMC-Puch           | 1.58.47.0 |       |
| 10   | E V C Hardy         | DOT                | 1.59.03.0 |       |
| 11   | L J B R French      | EMC-Puch           | 2.07.15.0 |       |
| 12   | R J Penny           | EMC-Puch           | 2.09.11.0 |       |